# Hemiceras laurentina
Hemiceras laurentina är en fjärilsart som beskrevs av William Schaus 1906. Hemiceras laurentina ingår i släktet Hemiceras och familjen tandspinnare. Inga underarter finns listade i Catalogue of Life.